# 카데나초역
카데나초역(이탈리아어: Cadenazzo)는 스위스 티치노주의 벨린초나구 카데나초 지자체에 있는 기차역이다. 이 역은 스위스 연방 철도의 표준궤 카데나초-루이노선과 주비아스코-로카르노선의 교차점에 위치해 있다.

## 운행편
2021년 12월 시간표 변경에 따라 카데나초에서 다음 서비스가 정치한다.
- 인터레기오 : 로카르노와 아트-골다우 간 매시간 운행; 기차는 바젤 SBB 또는 취리히 중앙역까지 계속 운행
  - RE80 : 로카르노와 키아소는 30분 간격 운행, 밀라노 중앙역까지 매 시간 운행
  - S20 : 로카르노와 카스티오네-아르베도 사이를 30분 간격 운행
  - S30 : 루이노 또는 갈라라테까지 2시간 간격으로 운행.